# Norm Provan
Pas d'image ? Cliquez ici

a Compétitions nationales et continentales officielles uniquement.

b Matchs officiels uniquement.
Norm Provan, né le 18 décembre 1932 à Urana (Australie et mort le 13 octobre 2021), est un joueur et entraîneur de rugby à XIII australien. Durant sa carrière de joueur, Norm Provan occupe le poste de deuxième ligne et y est l'un des meilleurs de l'histoire à ce poste. Il remporte avec St. George le Championnat de Nouvelles-Galles du Sud à dix reprises 1956, 1957, 1958, 1959, 1960, 1961, 1962, 1963, 1964 et 1965, dont les cinq derniers titres en étant également entraîneur. Il prend part à deux éditions de la Coupe du monde remportant le titre en 1957. Enfin, il atteint une nouvelle fois la finale du Championnat de Nouvelles-Galles du Sud en tant qu'entraîneur avec Cronulla-Sutherland en 1978.
Son immense carrière est saluée par son introduction dans la sélection des Immortels en 2018 et au Temple de la renommé du rugby à XIII en 2004, aux côtés de ses coéquipiers Reg Gasnier et Graeme Langlands.

## Biographie
Son frère, Peter Provan, a également été joueur de rugby à XIII. Ils sont coéquipiers à St. George entre 1956 et 1960, puis Peter s'engagea à Balmain avec lequel il remporte le Championnat de Nouvelles-Galles du Sud en 1969.
Norm Provan a la particularité d'être le plus jeune entraîneur de l'histoire à avoir remporté le titre du Championnat de Nouvelles-Galles du Sud et National Rugby League confondus à l'âge de 29 ans.

## Palmarès

### En tant que joueur
- Collectif :
  - Vainqueur du Coupe du monde : 1957 (Australie).
  - Vainqueur du Championnat de Nouvelles-Galles du Sud : 1956, 1957, 1958, 1959, 1960, 1961, 1962, 1963, 1964 et 1965 (St. George).
  - Finaliste du Championnat de Nouvelles-Galles du Sud : 1953 (St. George).

- Individuel :
  - Élu meilleur joueur de la finale de la National Rugby League : 1957, 1958 et 1963 (St. George).
  - Introduit dans les Immortels en 2018.
  - Introduit dans le Temple de la renommé du rugby à XIII en 2004.

### En tant qu'entraîneur
- Collectif :
  - Vainqueur du Championnat de Nouvelles-Galles du Sud : 1961, 1962, 1963, 1964 et 1965 (St. George).
  - Finaliste du Championnat de Nouvelles-Galles du Sud : 1978 (Cronulla-Sutherland).

### En équipe nationale
| Année | Compétition    | Rang      | Résultats Australie | Résultats Pronam | Matchs Pronam |
| ----- | -------------- | --------- | ------------------- | ---------------- | ------------- |
| 1954  | Coupe du monde | Troisième | 1 v, 0 n, 2 d       | 0 v, 0 n, 1 d    | 1/3           |
| 1957  | Coupe du monde | Champion  | 3 v, 0 n, 0 d       | 3 v, 0 n, 0 d    | 3/3           |